# Malcus dentatus
Malcus dentatus är en insektsart som beskrevs av Stys 1967. Malcus dentatus ingår i släktet Malcus och familjen Malcidae. Inga underarter finns listade i Catalogue of Life.